# Германаріх
Германа́ріх, або Ермана́ріх (гот. 𐌰𐌹𐍂𐌼𐌰𐌽𐌰𐍂𐌴𐌹𐌺𐍃; близько 265 — 375) — остготський король з роду Амалів, який у IV столітті підкорив своїй владі остготські та вестготські племена на Північному Причорномор'ї, а також дрібні угрофінські племена Поволжжя. Підкорені Германаріхом племена були обкладені даниною. Його батьком був король остготів Ахіульф.

## Імена
- Ерманарік, або Ерманаріх (гот. 𐌰𐌹𐍂𐌼𐌰𐌽𐌰𐍂𐌴𐌹𐌺𐍃, 𐌰𐌹𐍂𐌼𐌹𐌽𐌰𐍂𐌴𐌹𐌺𐍃, Aírmanareiks; L лат. Ermanaricus)
- Германарік, або Германаріх (лат. Hermanaricus)
- Еорманріч (давн-англ. Eormanrīc, МФА: [ˈeormɑnriːtʃ])
- Йормунрекр (давньоскан. Jörmunrekr, МФА: [ˈjɔrmunrekr])

## Біографія
Вів війни з антами, племінний союз яких очолював король (князь) Бож (Βοξ). Готський племінний союз, який очолював Германаріх був нетривким державним об'єднанням. Після війни між аланами і остготами 370 року, гунський князь (каган) Баламир запропонував аланам приєднатися до гунського союзу. Зібравши військо, Баламир пішов походом проти готів на чолі з королем остготів Германаріхом й переміг їх. Відомо також, що Баламир покарав готського короля Витимира за вбивство антського короля Божа.
Розбивши остготів, Баламир рушив далі. 375 року гуни перейшли річку Дніпро й розгромили військо вестготів. Вони взяли остготську столицю — Данарштадт (місто Донара — бога грому і війни), яке знаходилось на південь від сучасного Києва. Замість зруйнованих укріплень, була заснована нова фортеця Ківи (російський історик Василь Татищев так пояснював походження назви Києва).
Залишки вестготів відійшли за Дунай й попросили притулку у римського імператора Валентиніана I, який їх прийняв. Менша частина на чолі з Атанаріхом закріпилась у лісах між Прутом і Дунаєм. Але, зрозумівши безнадійність подальшого опору, Атанаріх домовився з імператором Візантії Феодосієм, після чого в 378 році перевів своє військо на службу Візантійській імперії.
Германаріх був розгромлений під час гунської навали в першому ж її році — в 375. І щоб не бачити кінець своєї держави він наклав на себе руки. Після нього королем остготів став Витимир.

### Монографії
- Heather, P. Goths and Romans 332—489. Oxford University Press, 1991. pp. 86–89
- Millet, V. Germanische Heldendichtung im Mittelalter. Berlin, New York: de Gruyter, 2008. pp. 332—370.

### Довідники
- Довідник з історії України. За ред. І.Підкови та Р.Шуста.- К.: Генеза, 1993. [Архівовано 10 квітня 2009 у Wayback Machine.]
- Dahn, Felix, Ermanarich // Allgemeine Deutsche Biographie 6 (1877), S. 230—231.  [Архівовано 4 вересня 2020 у Wayback Machine.]